# وظيفة (علم الأحياء)
الوظيفة البيولوجية أو الوظيفة الحيوية هي السبب في حدوث شيء أو عملية في نظام تطور من خلال الانتقاء الطبيعي. هذا سبب تحقق بعض النتائج، اليخضور الذي يساعد على التقاط الطاقة من أشعة الشمس في عملية التمثيل الضوئي. وبالتالي، فإن الكائن الحي الذي يحتوي عليه هو أكثر عرضة للبقاء على قيد الحياة والتكاثر، وبعبارة أخرى هذه الوظيفة تزيد من صلاحية الكائن الحي. وتسمى السمة التي تساعد في التطور التكيف.
في فلسفة علم الأحياء، الحديث عن الوظيفة يشير إلى نوعا من الغرض الغائي، على الرغم من أن الانتقاء الطبيعي يعمل دون أي هدف للمستقبل. علماء الأحياء غالبا ما يستخدمون اللغة الغائية باعتبارها الاختزالية للوظيفة.

## علم الأحياء قبل التطور
في علم وظائف الأعضاء، الوظيفة هي النشاط أو العملية التي يقوم بها النظام في الكائن الحي، مثل الحاسة أو الحركة في الحيوان.

## في علم الأحياء التطوري

### التكيف
السمة وظيفية معروفة في علم الأحياء التطوري كتكيف. على الرغم من أن افتراض أن الخلة الوظيفية قد تكون مثمرة كطريقة البحث.

### الانتقاء الطبيعي

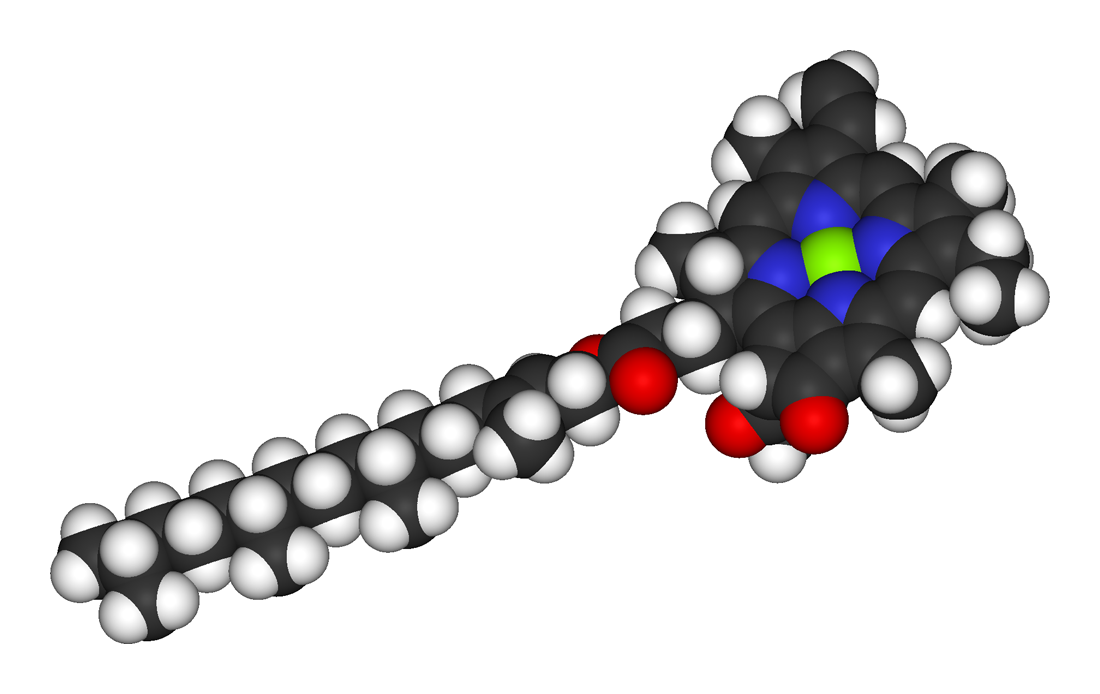
اليخضور والعملية الوظيفية في التمثيل الضوئي.

من وجهة نظر الانتقاء الطبيعي، الوظائف البيولوجية موجودة للمساهمة في الصلاحية، وزيادة فرصة الكائن الحي في البقاء على قيد الحياة والتكاثر. على سبيل المثال، وظيفة اليخضور في النبات هو التقاط الطاقة من أشعة الشمس لعملية التمثيل الضوئي، مما يسهم في النجاح التطوري.

### في فلسفة علم الأحياء
الوظيفة ليست كالغرض في الشعور الغائي. في فلسفة علم الأحياء، التطور هو عملية عمياء ليس لها «هدف» للمستقبل. على سبيل المثال، شجرة لا تنمو بها الزهور لأي غرض، ولكن لا تنمو ببساطة لأنها تطورت للقيام بذلك. ومع ذلك، غالبا ما يستخدم علماء الأحياء لغة غائية كوسيلة مختصرة لوصف الوظيفة، على الرغم من أن إمكانية تطبيقها موضع خلاف.

### في سلوك الحيوان
قام عالم سلوك الحيوان نيكولاس تينبرغن بتسمية أربعة أسئلة، استنادا إلى أربعة أسباب لأرسطو، أن علماء الأحياء يمكن أن يطلبون المساعدة في شرح السلوك، على الرغم من أنهم تم تعميمهم على نطاق أوسع. الآلية: ما هي الآليات التي تسبب الحيوان في التصرف كما يفعل؟ الجنين: ما هي الآليات التنموية في علم الأجنة الحيوانية (والصغار، إذا كانت تدرس) خلق الهياكل التي تسبب السلوك؟ الوظيفة / التكيف: ما هي الوظيفة التطورية للسلوك؟ التطور: ما هو تسلسل السلوك، على سبيل المثال، وظيفة تكيف التطور الجنيني.